# Palamernis canonitis
Palamernis canonitis är en fjärilsart som beskrevs av Edward Meyrick 1906. Palamernis canonitis ingår i släktet Palamernis och familjen Brachodidae. Inga underarter finns listade i Catalogue of Life.